# Pernštejnské Jestřabí
Pernštejnské Jestřabí – wieś i gmina w Czechach, w powiecie Brno, w kraju południowomorawskim.

## Historia
Pierwsza wzmianka o gminie pochodzi z 1364 roku.
W 1869 pod nazwą Jestřabí-Pernštýn była gminą w powiecie Brno, w 1880 pod nazwą Pernštýnské Jestřabí wchodziła w skład tego samego powiatu, w 1890 jako Jestřabí u Pernštýna wciąż była gminą w powiecie Brno, w 1900 pod tą samą nazwą była gminą w powiecie Tišnov, w 1910 jako Pernštýnské Jestřabí wchodziła w skład tego samego powiatu, w latach 1921-1950 już pod obecną nazwą była gminą w powiecie Tišnov, w latach 1961-2004 – w powiecie Žďár nad Sázavou, a od 1 stycznia 2005 ponownie jest gminą w powiecie Brno.
We wsi znajduje się kaplica Panny Marii Różańcowej należący do parafii Doubravník.

## Ludność
W 2001 roku rozkład populacji względem narodowości i przynależności etnicznej wyglądał następująco:
- Czesi – 90,45%
- Morawianie – 8,43%
- pozostali – 1,12%

Ze względu na wyznawaną religię struktura mieszkańców kształtowała się w 2001 roku następująco:
- Katolicy rzymscy – 75,84%
- Ateiści – 4,49%
- pozostali – 0,56%
- nie podano – 19,10%

### Zmiany liczby ludności na przestrzeni lat
W 2014 zamieszkiwana przez 167 osób, a w 2015 przez 171 osób.